# 井上あみな
アミーナ（1988年8月4日 - ）は、日本のYouTuber。
千葉県佐倉市出身。松竹芸能タレントスクール22期生出身。
現在はYouTubeチャンネル『つくねとアミーナ』で活動中。
2012年から同年9月23日まで、松竹芸能タレントスクールの同期生の田嶋はるとのコンビ「コラッタン」でも活動（このコンビ名の由来は、『ポケットモンスター』のポケモン「コラッタ」に由来）。2014年3月からは、泉谷ゆきとのコンビ「えるむぱる☆」で活動。
以前の芸名は井上あみな。

## 人物
- 身長 157cm 体重 39kg。
- スリーサイズ 80 - 55 - 85。
- 趣味は、お笑いライブ観賞。
- 特技は、和太鼓。
- ペットは、ポメラニアンを飼っている。名前は「キラ」。
- V6の大ファン。
- レッドブルが大好物。
- 日本レジャーチャンネル「坂上忍のボートレースに乾杯」出演時に、坂上忍から「三ツ星ボレジョ」（＝ボートレース女子）と認定される[2]。

## 出演作品

### テレビ
- 世界一受けたい授業（日本テレビ）
- タモリ教授のハテナの殿堂?（日本テレビ）
- 撮りッたがり決死隊 トッターマンDS（テレビ東京）
- オーマイガー(レギュラー）（千葉テレビ）
- ぷっすま（テレビ朝日）
- 芸人報道（日本テレビ、2015年6月1日深夜）
- 有吉ジャポン（TBS、2015年11月6日深夜）
- 真夜中のおバカ騒ぎ!（千葉テレビ/TOKYO MX、2016年3月 - ） - レギュラー出演

### 映画
- MR - ゆき 役
- ミタイトル - 紗希 役

### 舞台
- VOICE
- カナリア - 上原はづき 役
- 家族屋 - 白川由香 役

### インターネット・携帯サイト
- K-station ニコ生放送（2011年 - ）
- オリコン・ランキングスタイル（2011年 - ）

### お笑いライブ
- ドラゴンアットマーク（2011年 - ）

### ライブ 歌
- K-Station Live（2011年 - ）
- I Revolution〜（2011年）